# Падерна
Падерна (італ. Paderna, п'єм. Paderna) — муніципалітет в Італії, у регіоні П'ємонт,  провінція Алессандрія.
Падерна розташована на відстані близько 440 км на північний захід від Рима, 100 км на схід від Турина, 24 км на південний схід від Алессандрії.
Населення — 227 осіб (2014).
Щорічний фестиваль відбувається 23 квітня. 

## Демографія
Населення за роками:

Станом на 1 січня 2023 року в муніципалітеті офіційно проживало 12 іноземців з 4 країн, серед них 7 громадян країн Євросоюзу та 3 громадяни України.

## Сусідні муніципалітети
- Кареццано
- Коста-Весковато
- Спінето-Скривія
- Тортона
- Віллароманьяно